# Dillmann-Gymnasium Stuttgart

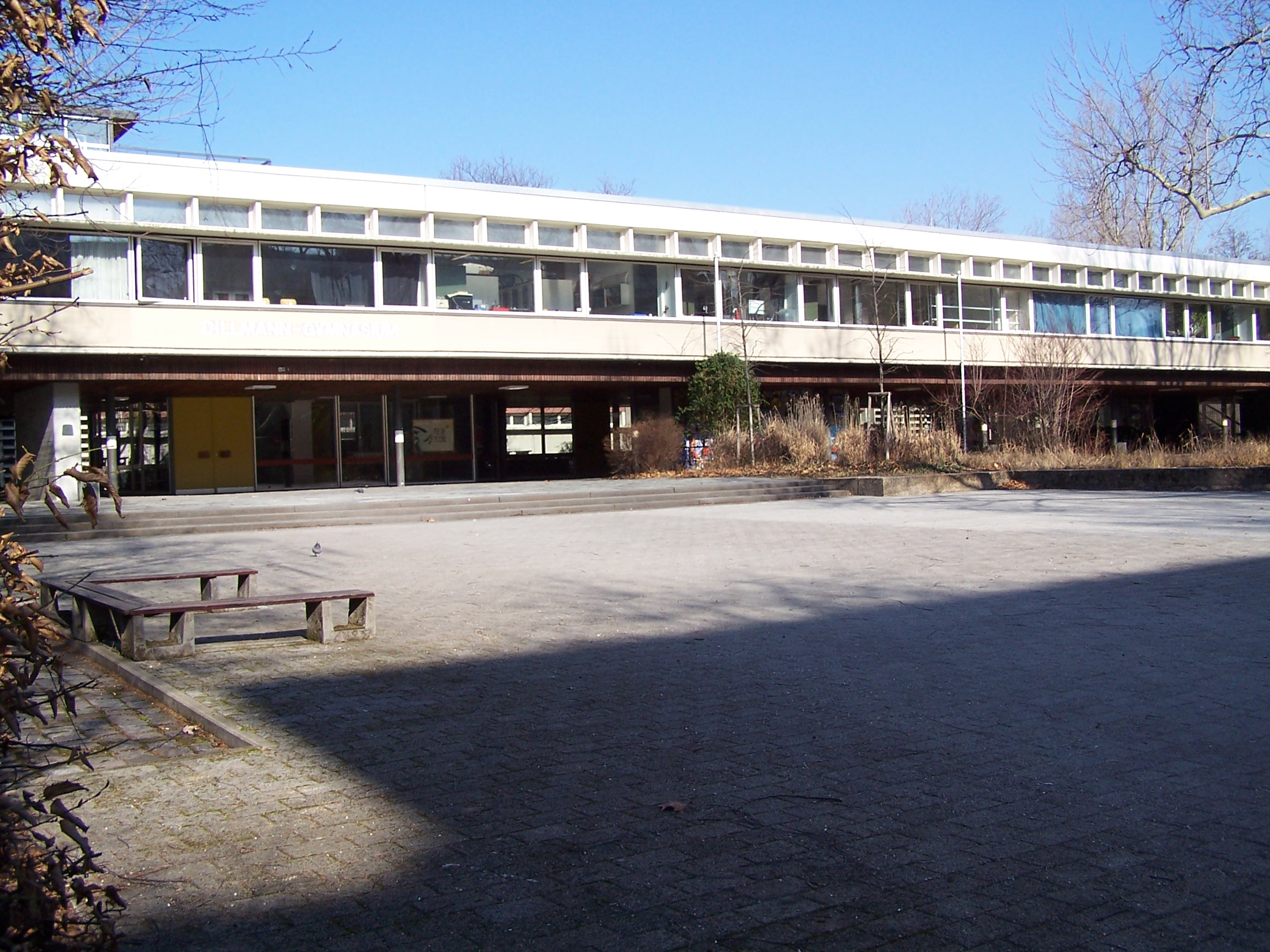
Der Verwaltungsbau 2004

Das Dillmann-Gymnasium in Stuttgart wurde 1867 von dem Schulreformer Christian von Dillmann (1829–1899) gegründet. Es ist heute ein
sprachliches und naturwissenschaftliches Gymnasium. Die Schule führt ab Klasse fünf einen lateinischen (mit sprachlichem und naturwissenschaftlichem Profil) und einen englischen (Sprachenfolge: bilingual Englisch, Französisch, und nach Wahl Spanisch, sonst NWT) Zug.
Kultusministerin Annette Schavan hat der Schule im Jahr 2002 in Würdigung ihres sprachlichen Angebots das Prädikat Partnerschule für Europa verliehen.

## Geschichte
Im Stuttgarter Gymnasium wird eine „realistische Abteilung“ unter Leitung von Christian Heinrich Dillmann gegründet, die im ehemaligen Polytechnikum in der Königsstraße 12 untergebracht wurde. 1871 wurde die ehemalige Abteilung dann eigenständiges Realgymnasium. Bald darauf 1878–1881 wurde auch das eigene Schulgebäude in der Lindenstraße 30 gebaut.
Nachdem das alte Schulgebäude im Zweiten Weltkrieg vollständig zerbombt wurde, begann der Bau der heutigen Schulhäuser 1956 bis 1958 in der Forststraße. Die Schule besteht aus einem Verwaltungsbau und einem Klassenbau, die miteinander durch zwei markante Glasbrücken verbunden sind. Die Schule wurde von den Architekten Peter Salzbrenner und Karl Hans Neumann erbaut und gilt als bestes Beispiel der Schulhausarchitektur der 1950er Jahre in Stuttgart. Der Bau ist mit dem Paul-Bonatz-Preis ausgezeichnet und steht unter Denkmalschutz.

## Erweiterungsbau Aula
Mit Unterstützung einer eigens gegründeten Stiftung finanzierte der Ehemaligenverein den Bau eines Erweiterungsbaus Aula mit Ganztagesbetreuung, der am 17. März 2007 nach etwa einjährigem Bau eingeweiht wurde. Das Gebäude befindet sich unterirdisch zwischen den beiden bereits zuvor bestandenen Schulbauten. Der Erweiterungsbau ist eine der bundesweit ersten, privat finanzierten Bauten an einer staatlichen Schule. In einer groß angelegten Fundraising-Kampagne, in die sowohl Schüler, als auch Lehrer, Ehemalige und Eltern einbezogen wurden, wurden die zum Bau benötigten 3,3 Millionen Euro gesammelt. In Aktionen, wie einem Radverkaufsmarkt oder Kunstverkauf wurde Geld von Innerhalb und Außerhalb der Schule gesammelt. Die Aula wird als Veranstaltungsraum, Cafeteria und Aufenthaltsraum benutzt.
Die durch Eltern und Schüler betreute Cafeteria, die im Untergeschoss des Verwaltungsbaus in die Jahre gekommen war, bekam in der Aula eine neue Küche mit neuen und modernen Küchengeräten, sowie ein elektronisches, bargeldloses Bezahlsystem mit Chipkarte.
Trotz der unterirdischen Lage ist es in der Aula bei Tageslicht hell. Die Wandgestaltung wurde in einem Wettbewerb von den Schülern selbst entworfen. In einem Wettbewerb wurde dann abermals von den Schülern selbst entschieden, welcher Entwurf an die Wand kommen sollte. Zu sehen sind verschiedenfarbige Seifenblasen auf blauem Hintergrund.

## Schul- und Vereinsschwimmbad Stuttgart-West
Am 21. September 2007 wurde das Schul- und Vereinsschwimmbad Stuttgart-West von Stuttgarts Oberbürgermeister Wolfgang Schuster eingeweiht. Es steht neben dem Sportplatz. Im Zuge des Baues musste dieser verkleinert werden. Nachdem im Schuljahr 2000/2001 das Schwimmbad im Diakonie-Klinikum Stuttgart geschlossen worden war, musste dringend ein neues Schulschwimmbad in der Innenstadt gebaut werden. Mit dem Bau des Schwimmbades auf dem Gelände des Dillmann-Gymnasiums wurde im Januar 2005 begonnen.

## Sonstiges
Auf der Straßenseite gegenüber liegt heute eines der ältesten Stuttgarter Gymnasien, das Friedrich-Eugens-Gymnasium.

## Ehemalige Schüler
Zu den bekannten ehemaligen Schülern gehören unter anderen:
- Albert Baur (1920–2012), Abitur 1939, Ingenieur
- Walter Bausenhart (1907–1994), Verwaltungsjurist
- Willi Birn (1907–2000), Abitur 1932, Regierungspräsident von Südwürttemberg-Hohenzollern
- Gottlob Dill (1885–1968), Abitur 1903, SS-Oberführer
- Hermann Ebner (1896–1964), Politiker, Oberamtmann und Landrat
- Bijan Esfandiary Bakhtiary (1937–2001), Bruder der iranischen Kaiserin Soraya Esfandiary Bakhtiary
- Otto Feucht, Forstwissenschaftler, Träger des Bundesverdienstkreuzes (1953, Reifeprüfung 1897)
- Robert Gradmann (1865–1950), Reifeprüfung 1883, Pfarrer, Geograph, Botaniker
- Hans Griesau (1926–1978), Abitur 1944, Staatssekretär
- Walter Grube (1907–1992), Archivar
- Hans Jochen Henke (* 1945), CDU-Politiker
- Ernst Heubach (1897–1978), Jurist und Verwaltungsbeamter
- Gerd Hiersemann (1938–2021), Verleger, Abitur 1958
- Helmut „Helle“ Hirsch (1916–1937), Abitur 1935
- Max Horkheimer (1895–1973), (Schule 1911 verlassen)
- Dieter Hömig (1938–2016), Abitur 1957, Richter des Bundesverfassungsgerichts
- Kurt Jaeger (1909–1975), Numismatiker
- Otto Kienzle (1893–1969), Abitur 1911
- Arnulf Klett (1905–1974), (Abitur 1923)
- Theophil Lambacher (1899–1981), Abitur 1918[7]
- Uwe Lausen (1941–1970), Maler
- Robert Leicht (1885–1963), (Reifeprüfung 1903)
- Fritz Leonhardt (1909–1999), (Abitur 1927)
- Maria von Linden (1869–1936), (Abitur 1891)
- Eisenhart von Loeper (* 1941), Jurist
- Reinhold Maier (1889–1971), (Abitur 1907)
- Emil Molt (1876–1936), Unternehmer, Sozialreformer, Gründer der ersten Waldorfschule
- Karl Münchinger (1915–1990), Dirigent
- Reinhold Nägele (1884–1972), Maler und Grafiker
- Bodo Nitsche (1938/39–2017), (Abitur 1958), Tennisspieler (zweifacher Studentenweltmeister)
- Martin Schairer (* 1952), (Abitur 1971), Bürgermeister, ehemaliger Polizeipräsident von Stuttgart
- Walter Scharpff (1894–1974), (Abitur 1912), Internist
- Bernd Scheifele (* 1958), (Abitur 1977)
- Gerhart Schlösser (1908–1980), (Abitur 1927), Verwaltungsjurist
- Georg Schmidgall (1867–1953), Verwaltungsbeamter
- Siegmund Schmidt (1939–2021), Komponist und Kirchenmusiker
- Klaus Seybold (1936–2011), (Abitur 1955), evangelischer Theologe
- Siegmund Seybold (* 1939), (Abitur 1958) Botaniker
- Hans Paul Schmohl (1904–1973), (Abitur 1923), Architekt
- Heinz Streble (1935–2018), Biologe
- Albert Tafel (1876–1935), (Abitur 1895), Geograph, Arzt und Forschungsreisender
- Otto Tressler (1871–1965), (Reifeprüfung 1891)
- Heinz Unbehauen (Abitur 1955) (1935–2019), Ingenieur und Professor für Regelungstechnik
- Franz Zorell (1898–1956), (Notreifeprüfung 1916), Ozeanograf

Die Ehemaligen des Dillmann-Gymnasium organisierten sich früher im Dillmann Alumni, nun im Dillmann Verein.